# 안티오키아 학파
안티오키아 학파(School of Antioch)는 고대 후기 동안에 성경 해석과 신학에 관한 주된 기독교 학문의 전통들 가운데 하나이다. 다른 하나는 알렉산드리아 학파이다. 안티오키아 학파는 고대 로마 제국의 도시 안티오키아에 근거한 그 학문적 전통의 주장들 때문에 붙여졌다. 이 학파는 아리스토텔레스의 철학에 기초를 두고 신학의 해석과 방법에서 역사적 성경해석을 강조하였다.
안티오키아 학파와 달리 알렉산드리아 학파가 성경 해석에서 알레고리 성경 해석을 강조하고 하느님과 인간의 일치를 강조한 그리스도론을 주장하였다. 안티오키아 학파 학자들은 역사적이고, 문자적이며 예표론적 해석에 더 강조를 두며 그리스도의 인격 안에서 신성과 인성을 구별한 그리스도론을 주장하였다. 네스토리우스는 콘스탄티노폴리스 총대주교가 되기 전에 안티오키아 학파에서 영향을 받은 수도사였다.
안티오키아 학파는 3시기로 구분이 된다:
- 170년- 4세기까지 초기 학자들

초기의 학자로는 안티오키아의 테오필로스, 이메사의 에우세비우스, 카이사리아의 아카키우스 그리고 헤라클레아의 테오도로스가 있다.
- 중간시대 학자들 (350-433)

타르수스의 디오도루스, 요한네스 크리소스토무스,  몹수에스티아의 테오도로, 네스토리우스가 있다.
- 433년 이후 학자들

에페소스 공의회 (431)이후 안티오키아 학파는 그 위상을 잃었다. 당시 안티오키아 학파의 신학자였던 네스토리우스의 그리스도론을 칼케돈 공의회(451)에서 이단으로 규정하였다. 당시 보편교회(공교회) 전체가 교리적으로는 알렉산드리아 학파의 신학을 채택하였기에 안티오키아 학파는 신학적으로 고립되었다. 이 기간의 유명한 신학자는 셀레우키아의 바실리오스와 콘스탄티노폴리스의 겐나디오스가 있다.

## 평가
안티오키아 학파는 히브리적 사상을 가져 삼위일체론에 있어서 강한 유일신 사상을 견지하였고, 동시에 이것은 그들로 하여금 인간 구원의 동기를 그리스도의 신성에서 찾지 않고 인성의 완전한 순종에서 찾게 함으로 결국 신인 양성의 분리를 가져오고 말았다. 이런 신학적 주장은 칼케돈 공의회 이후에 네스토리우스를 통해 나타난 안티오키아 학파의 기독론적 주장이 교회 회의에서 이단으로 단죄되었지만, 그리스도의 참된 인성을 확립하게 하는데 큰 동기를 주었고 성경 해석에 있어서 역사적 성경해석에 큰 공헌을 했다.

## 같이 보기
- 안티오키아
- 알렉산드리아 학파
- 초기 기독교
- 네스토리우스파
- 역사적 문법적 방법